# Armenische Privatschule Pangaltı
Die Private Armenische Schule von Pangaltı (türkisch Özel Pangaltı Ermeni Okulu) ist ein 1811 gegründetes privates Anatolisches Gymnasium (Anadolu Lisesi) der armenischen Gemeinde des Viertels Elmadağ im Bezirk Şişli in Istanbul. Sie war dem armenisch-katholischen Mechitaristen-Orden zugehörig.

## Name
Der vollständige Name der Schule ist Özel Pangaltı Ermeni İlkokulu Ortaokul Lisesi ve Anadolu Lisesi, übersetzt: „Private Armenische Grundschule, Sekundarschule, Gymnasium und Anatolisches Gymnasium von Pangaltı“. Im Türkischen Bildungswesen ist Anadolu Lisesi eine Bezeichnung für Gymnasien, die einen intensiven Fremdsprachunterricht betreiben; im Allgemeinen Deutsch, Französisch und Englisch.

## Geschichte
Die Armenische Privatschule von Pangaltı wurde im Jahre 1811 im Stadtteil Kandilli des damaligen Bezirks Üsküdar gegründet, im asiatischen Teil Istanbuls. Sie wurde im Jahre 1816 von der osmanischen Regierung geschlossen. Das Gymnasium wurde dann 1825 im damaligen Pera (heute Beyoğlu), im thrakischen (europäischen) Teil des damaligen Istanbuls von einem monastischen Mechitaristenorden wiedergegründet. Nach ihrer Wiedereröffnung setzte die Schule ihre Arbeit innerhalb eines mechitaristischen Klosters in Pera bis 1866 fort, als es zu ihrem bis heute stehenden Standort verlegt wurde. Heute arbeitet die Schule unter der Leitung des Ministeriums für Nationale Erziehung und unterliegt den gleichen Regularien wie die anderen öffentlichen und privaten Schulen, versucht aber gleichzeitig, die Bedürfnisse der Armenischen Gemeinde von Istanbul zu bedienen.

## Bekannte Absolventen
- Zahrad (1924–2007), Schriftsteller
- Arman Manukyan (1931–2012), Wirtschaftswissenschaftler
- Rober Haddeciyan (* 1926), Schriftsteller und Dramaturg